# Krtina, Trebnje
Krtina este o localitate din comuna Trebnje, Slovenia, cu o populație de 35 de locuitori.